# Ruan-sur-Egvonne
Ruan-sur-Egvonne è un comune francese di 90 abitanti situato nel dipartimento del Loir-et-Cher nella regione del Centro-Valle della Loira.

## Società

### Evoluzione demografica
Abitanti censiti